# Johan Edman
Johan Viktor Edman, född 29 mars 1875 i Långserud, död 19 augusti 1927 i Norra Ny, var en svensk dragkampare.
Han var med i det svenska laget från Stockholmspolisen som vid de Olympiska spelen i Stockholm 1912 vann guldmedalj i dragkamp. De andra var Herbert Lindström, Erik Algot Fredriksson, Carl Jonsson, Erik Larsson, August Gustafsson, Arvid Andersson och Adolf Bergman.